# Мунтжак борнейський
Мунтжак борнейський (Muntiacus atherodes) — вид парнокопитних ссавців родини оленеві (Cervidae). Має роги завдовжки лише 4 см, які, на відміну від інших видів, не скидає. Поширений лише на острові Борнео.